# سبخة قليبية
سبخة قليبية سبخة ساحلية صغيرة، تقع بالضفة الشرقية للوطن القبلي (ولاية نابل)، قرب مدينة قليبية.
| سبخة قليبية |